# Edgar Reinhardt
Edgar Reinhardt (født 21. maj 1914 i Mülheim, Nordrhein-Westfalen, død 11. januar 1985) var en tysk håndboldspiller, som deltog i OL 1936 i Berlin. Han dyrkede desuden atletik, boksning, svømning og basketball.
I 1930'erne spillede Reinhardt håndbold i klubben Styrumer TV, og han var en del af det tyske håndboldlandshold ved OL 1936. Det var første gang, håndbold var på programmet ved et OL, og turneringen blev spillet på græs på 11-mandshold. Oprindeligt var ti hold tilmeldt, men Danmark, Holland, Sverige og Polen meldte fra, så blot seks hold deltog. Disse blev delt op i to puljer, hvor Tyskland vandt sin pulje suverænt med en samlet målscore på 51-1 efter blandt andet en 29-1 sejr over USA. De to bedste fra hver pulje gik videre til en finalerunde, hvor alle spillede mod alle. Igen vandt Tyskland alle sine kampe, men dog i lidt tættere kampe. Således vandt de mod Østrig med 10-6. Som vinder af alle kampe vandt tyskerne sikkert guld, mens Østrig fik sølv og Schweiz bronze. Reinhardt var med på holdet i to kampe og scorede fire mål.
Reinhardt spillede senere for MTSA Leipzig og var med til at vinde det tyske mesterskab i markhåndbold med denne klub i 1937 og 1938. Senere spillede han for SV Waldhof Mannheim, som tabte finalen om mesterskabet i 1943.
Han var en allround-sportsmand, der også dyrkede atletik, og han blev bayersk mester i tikamp og diskoskast i 1944. Blandt hans øvrige sportsgrene var boksning og svømning (specifikt livredning), og da han studerede medicin i Heidelberg, begyndte han at spille basketball, som han med klubben Turnerbund Heidelberg blev tysk mester i to gange.